# Бандон
Бандон (на гръцки: βάνδον; от готски: bandwō, вид знаме) е основна военна и териториална административна единица във Византийската империя през VIII-XI век. Във византийската армия от този период пет до седем бандона формират една турма, основна единица на темата. Всеки бандон е оглавяван от комит и наброява 200 – 400 пехотинци или 50 – 100 конници.